# Кыпчак (Гахский район)
Кыпчак (азерб. Qıpçaq, ранее по азербайджанской кириллице Гыпчаг) — село в Гахском районе Азербайджана, административный центр одноимённого муниципалитета. Расположено к юго-западу от районного центра Гаха. 
Уроженцем Кыпчака является Мехти Бахрам оглы Зиядов (азерб. Mehdi Bəhram oğlu Ziyadov) — участник Первой карабахской войны, шахид. Его именем названа сельская школа села Кыпчак.

## География
Селение Кыпчаг расположено на Алазань-Авторанской равнине, на берегу реки Карачай (оно же Мухахчай), которая является левым притоком реки Ганых (Алазани).

## Этимология
Название села происходит от тюркского племени кыпчаков.

## История
В начале 1870-х годов данный населённый пункт (в источниках либо Кипчак, либо Кипчах) упоминался в числе деревень Карасуйского наибства Закатальского округа. В середине 1880-х годов он относился к Кипчахскому сельскому обществу Кахского участка.
В прошлом жители Кыпчаки в социальном отношении делились на беков и крестьян. Как писал в 1873 году И. П. Линевич, кипчахские беки вели своё происхождение от Али Гиркли-бека, чей потомок — Хан Баба-бек — был илисуйским султаном. По материалам посемейных списков на 1886 год из 447 жителей деревни (81 дым) по сословиям 413 человек были крестьянами на казённой земле (75 дыма) и 34 беками.
В этой деревне, после уборки хлебов, крестьянские пашни беки либо обращали в пастбища для своего скота, либо с тем же назначением отдавали в аренду. По требованию беков часть дворов Кипчака при поездках беков обязано было предоставлять им конвой, а также перевозные средства для переезда в летние помещения. По состоянию на начало XX века Кипчах относился к той группе раятских селений Закатальского округа, что платила малджагат (известная доля урожая зерна) в размере 1⁄7 части урожая.
В начале 1920-х годов Кыпчак относился к Кипчахскому сельскому обществу Закатальского уезда Азербайджанской ССР. По состоянию на 1 января 1961 год он являлся одним из селений Илисуинского сельского Совета (сельсовета), а на 1 января 1977 года — Кыпчакского сельсовета Кахского района Азербайджанской ССР.
В конце 1970-х годов в Кыпчаке имелись средняя школа, библиотека, больница.

## Население

### XIX век
По сообщению служившего на Кавказе Т. Н. Яишникова, относящегося к 1831 году, в Кипчахе было 50 дворов и 64 семейства. Согласно камеральному описанию 1859 года здесь было 48 дымов. По сведениям камерального описания 1869 года Кипчах населяли «мугалы и беки», где под мугалами следует понимать азербайджанцев.
В народной переписи 1871 года сказано, что в селении проживает 356 «татар»-мусульман (азербайджанцев-мусульман) и насчитывается 70 дымов. И. П. Линевич в 1873 году писал, что Кипчах состоит из 9 бекских семейств и 50 мугал.
Материалы посемейных списков на 1886 год показывают в Кипчахе 81 дым и 447 жителей, из которых 438 «татар» (79 дымов), под которыми следует понимать азербайджанцев, и 9 аварцев (2 дыма) и все жители мусульмане-сунниты.

### XX век
Согласно данным «Кавказского календаря» на 1910 год в деревне Кипчак за 1908 год проживало 352 человека, в основном «татары» (азербайджанцы). Очередной «Кавказский календарь» на 1912 год именует деревню уже как Кипчах, а жителей мугалами (то есть азербайджанцами) и показывает увеличение численности населения, которое составляет 365 человек. То же обозначение народности (мугалы) указывает и «Кавказский календарь» на 1915 год, по данным которого численность население Кипчаха составляло 317 человек.
По Азербайджанской сельскохозяйственной переписи 1921 года Кипчах Закатальского уезда Азербайджанской ССР населяли 239 человек, преимущественно мугалы (азербайджанцы). 
По материалам издания «Административное деление АССР», опубликованным в 1933 году Управлением народно-хозяйственного учёта Азербайджанской ССР (АзНХУ), на 1 января 1933 года село Кыпчак являлось центром Кыпчакского сельсовета Кахского района Азербайджанской ССР. В селе проживало 241 человек (56 хозяйств, 120 мужчин, 121 женщина). Население всего сельсовета на 98,6 % состояло из тюрков (азербайджанцев).
По состоянию на 1977 год численность населения Кыпчака составляла 472 человека.